# Beguny
Beguni eller Stranniki var en rysk religiös sekt, som uppstod i det gammaltroende samfundet i norra och nordöstra Ryssland under andra hälften av 1700-talet.
Beguny menade att för själens frälsning var det nödvändigt att bekämpa Antikrist. De såg honom i Peter I och hans efterföljande och i alla utslag av deras verksamhet; men då ett öppet bekämpande av "Antikrist" var omöjligt, undandrog sig Beguni enligt grundaren Jefimijs påbud livegenskap, värnplikt, skatter, mantalsskrivning och civilrättsliga påbud över huvud taget och avstod till och med att vara bofasta. En del av dem var hela sitt liv stadda i vandring. Beguni utgjorde i viss mån en passiv protest mot de orättvist tunga livsvillkoren för bönder i 1700-talets Ryssland. Med en vidare utveckling följde sektens uppdelning omkring 1800 i fattigare äkta beguni ("vandrare") och mera förmögna bofasta, som själva ej undandrog sig statens krav men mottog och gömde trosfränder. Förmögna beguni uppfyllde först omedelbart före sin död plikten att ingå i sektens vandringsstadium och då ofta så, att de endast drog sig undan till en avskild plats. I och med livegenskapens upphävande 1861 försvagandes rörelsen både dogmatiskt och kvantitativt, och beguni började underordna sig vissa världsliga lagar. 